# 2008년 아시아 남자 핸드볼 선수권 대회
제13회 아시아 남자 핸드볼 선수권 대회는 2008년 2월 17일부터 26일까지 이란 이스파한에서 열렸다. Pirouzi Arena에서 열린 이 대회에서는 대한민국이 쿠웨이트를 꺾고 우승했다. 3위팀까지에게는 2009년 세계 남자 핸드볼 선수권 대회 출전권이 주어졌다.
한해 전인 2007년 9월 1일 일본에서 벌어진 2008년 베이징 올림픽 아시아 지역 예선 쿠웨이트 전에서 주심의 일방적인 쿠웨이트 편들기 속에 대한민국이 20-28로 지는 바람에, 편파 판정과 관련된 잡음을 없애기 위해 이 대회는 국제 핸드볼 연맹이 파견한 유럽 심판들이 판정을 맡았다. 대한민국 팀의 우승은 2000년 일본 대회 이후 8년만이었다.

## 조 편성
| A조                              | B조                                              |
| 쿠웨이트 이란 바레인 중국 레바논 | 대한민국 카타르 일본 아랍에미리트 사우디아라비아 |

## 최종 순위
| 순위 | 팀             |
| 1    | 대한민국       |
| 2    | 쿠웨이트       |
| 3    | 사우디아라비아 |
| 4    | 이란           |
| 5    | 카타르         |
| 6    | 일본           |
| 7    | 중국           |
| 8    | 아랍에미리트   |
| 9    | 레바논         |
| 10   | 바레인         |

|  | 2009년 세계 선수권 출전 자격 확보 |